# شیرکه
شیرکه (به آلمانی: Schierke) یک منطقهٔ مسکونی در آلمان است که در ورنیگه‌روده واقع شده‌است. شیرکه ۷۲۱ نفر جمعیت دارد.